# Korovino (Rakítnoie)
|  | Per a altres significats, vegeu «Korovino». |

Korovino - Коровино (rus) - és un poble de l'óblast de Bélgorod, a Rússia. El 2010 tenia 72 habitants. Pertany al districte (raion) de Rakítnoie.